# Florent (Vorname)
Florent [flɔ.ʁɑ̃] ist ein männlicher Vorname, der auch als Familienname gebräuchlich ist. 

## Herkunft und Bedeutung
→ Hauptartikel: Florentin
Florent ist die französische Variante des lateinischen Namens Florentius und bedeutet „blühend“.

## Bekannte Namensträger

### Name
- Florent de Varennes († 1270), der erste Admiral von Frankreich
- Florent de Ville († vor 1245), französischer Ritter und Kreuzfahrer

### Vorname
- Florent Amodio (* 1990), französischer Eiskunstläufer
- Florent Antony (1913–1974), luxemburgischer Schauspieler und Hörspielsprecher
- Florent Aziri (* 1988), deutsch-kosovarischer Fußballspieler
- Florent Balmont (* 1980), französischer Fußballspieler
- Florent Baloki-Milandou (1971–2007 in Oldenburg), kongolesischer Fußballspieler
- Florent Barle (* 1986), französischer Straßenradrennfahrer
- Florent Boffard (* 1964), französischer Pianist
- Florent Boudié (* 1973), französischer Politiker
- Florent Brard (* 1976), französischer Radrennfahrer
- Florent Bureau (1906–1999), belgischer Mathematiker
- Florent Çeliku (1968–2014), albanischer Diplomat und Persönlichkeit des Islams
- Florent Chaigneau (* 1984), französischer Fußballtorwart
- Florent Chrestien (1540–1596), französischer Humanist und Schriftsteller
- Florent Claude (* 1991), belgisch-französischer Biathlet
- Florent Couao-Zotti (* 1964), beninischer Schriftstelle
- Florent Crabeels (1829–1896), belgischer Maler und Radierer
- Florent Détroit, französischer Paläoanthropologe
- Florent Dumontet de Cardaillac (1749–1794), französischer römisch-katholischer Priester und Märtyrer
- Florent Hadergjonaj (* 1994), kosovarisch-schweizerischer Fußballspieler
- Florent Hanin (* 1990), französischer Fußballspieler
- Florent Hoti (* 2000), kosovarisch-englischer Fußballspieler
- Florent Ibengé (* 1961), kongolesisch-französischer Fußballspieler
- Florent Lacasse (* 1981), französischer Leichtathlet
- Florent Lambiet (* 1995), belgischer Tischtennisspieler
- Florent Laville (* 1973), französischer Fußballspieler
- Florent Malouda (* 1980), französischer Fußballspieler
- Florent Manaudou (* 1990), französischer Schwimmer
- Florent Marchet (* 1975), französischer Singer-Songwriter und Schriftsteller
- Florent Mathey (* um 1980), neukaledonischer Badmintonspieler
- Florent Mollet (* 1991), französischer Fußballspieler
- Florent Muslija (* 1998), kosovarisch-deutscher Fußballspieler
- Florent Pagny (* 1961), französischer Sänger
- Florent Patas d’Illiers (1926–2015), französischer Marineadmiral
- Florent Perrier (* 1973), französischer Skibergsteiger
- Florent Prévost (1794–1870), französischer Ornithologe
- Florent Rouamba (* 1986), Fußballspieler aus Burkina Faso
- Florent Schmitt (1870–1958), französischer Komponist
- Florent Serra (* 1981), französischer Tennisspieler
- Florent Da Silva (* 2003), französisch-brasilianischer Fußballspieler
- Florent Sinama-Pongolle (* 1984), französischer Fußballspieler
- Florent Emilio Siri (* 1965), französischer Filmregisseur und Drehbuchautor
- Florent Thouvenin (* 1975), Schweizer Jurist
- Florent Troillet (* 1981), Schweizer Skibergsteiger
- Florent Van Aubel (* 1991), belgischer Hockeyspieler
- Florent Willems (1823–1905), belgisch-französischer Maler